# パキスタキス
パキスタキス（学名：Pachystachys）は、メキシコからペルー原産のキツネノマゴ科の植物。

## 特徴
寒さに弱い熱帯性の花木で、コエビソウと同様に花のつく穂が苞（ほう）に覆われている。
園芸種として栽培されているパキスタキスはルテア(Pachystachys lutea)という種で、パキスタキスといえばパキスタキス・ルテアを示す。

## 栽培
パキスタキスは中南米原産の熱帯性の花木で冬場の管理は5℃以上が必要。草丈は100-150cmになるが、鉢植えで栽培する場合、刈り込んで枝数を増やす事で背丈を低く仕上げ花数を増やす事ができる。花期は春から晩秋。繁殖は挿し木で行う。

## 由来・別名
パキスタキスの名はギリシャ語のパキス(太い)と、スタキス(穂)に由来し、その草姿の力強さからつけられたとされる。ルテアは「黄色の」を意味をし、花穂をつくる苞の色による。
別名に鬱金珊瑚(ウコンサンゴ)があり、黄色い苞が何重にも重なる形がウコンに似ていることによる。
英名はlollypop plant (ロリポッププラント)で、黄色い苞が棒付きキャンディーに似ていることに由来する。

## 近縁種
- ベニサンゴバナ　(学名：Pachystachys coccinea (Aubl.) Nees)

## パキスタキスを由来とする事項
LUTEA - 2014年5月に創設された小劇団。劇団名がパキスタキス・ルテアに由来する。この花の花言葉は“打てば響く”。キャストが的確に響き合うことによってお客様の心にも反響をもたらせたら、と意図して命名された。2018年9月現在のキャストは、Junko（主宰）、Ayane、Yoshi、Megumi、Yu、Hiromi、Miu